# Ansgar Danielsen
Ansgar Danielsen (* 9. Juni 1966) ist ein ehemaliger norwegischer Nordischer Kombinierer.

## Werdegang
Danielsen, der für den IL Jardar startete, belegte beim Skisprungwettbewerb der Nordischen Junioren-Skiweltmeisterschaften 1984 in Trondheim den 20. Platz. Auch in den folgenden Jahren trat Danielsen vereinzelt bei internationalen Skisprungwettkämpfen im Rahmen des Europacups an, verpasste dabei allerdings immer die Punkteränge.
Am 16. Januar 1988 erreichte Danielsen als Vierzehnter beim Einzel nach der Gundersen-Methode in Le Brassus erstmals die Punkteränge im Weltcup der Nordischen Kombination. Wenige Wochen später belegte er gemeinsam mit John Riiber den sechsten Rang im Teamsprint im Rahmen der Salpausselkä-Skispiele in Lahti. Darüber hinaus gewann er bei den norwegischen Meisterschaften 1988 in Vang die Bronzemedaille im Team. Seine erfolgreichste Saison hatte er im Winter 1988/89, in dem er insgesamt viermal unter die besten 15 im Weltcup lief. Bereits beim Saisonauftakt in Saalfelden zeigte er die drittbeste Laufzeit des Feldes und wurde Siebter. Nachdem er auch in Schonach, Falun und Lake Placid die Punkteränge erreichte, schloss er die Saison auf dem dreizehnten Platz der Gesamtweltcupwertung ab. In der folgenden Saison konnte er daran nicht anknüpfen und holte lediglich im März 1960 beim Heim-Weltcup in Oslo vier Weltcup-Punkte. Bei den norwegischen Meisterschaften 1992 in Molde und Trondheim wurde Danielsen gemeinsam mit Jo Morten Hagen und Glenn Skram norwegischer Meister in der Staffel. Im Anschluss daran sind keine weiteren Ergebnisse von ihm aufgezeichnet.

## Statistik

### Weltcup-Platzierungen
| Saison  | Platz | Punkte |
| ------- | ----- | ------ |
| 1987/88 | 33.   | 02     |
| 1988/89 | 13.   | 29     |
| 1989/90 | 28.   | 04     |